# Colline de Camaldoli
Pour les articles homonymes, voir Camaldoli (homonymie).
La colline de Camaldoli, avec ses 457 mètres d'altitude, est le point culminant de la ville de Naples. Elle s'étend entre la municipalité de Naples et les municipalités de Marano di Napoli et Quarto. Son origine remonte à environ 35 000 ans, à la suite de violentes éruptions qui ont frappé toute la zone volcanique des Campi Flegrei.

## Géographie

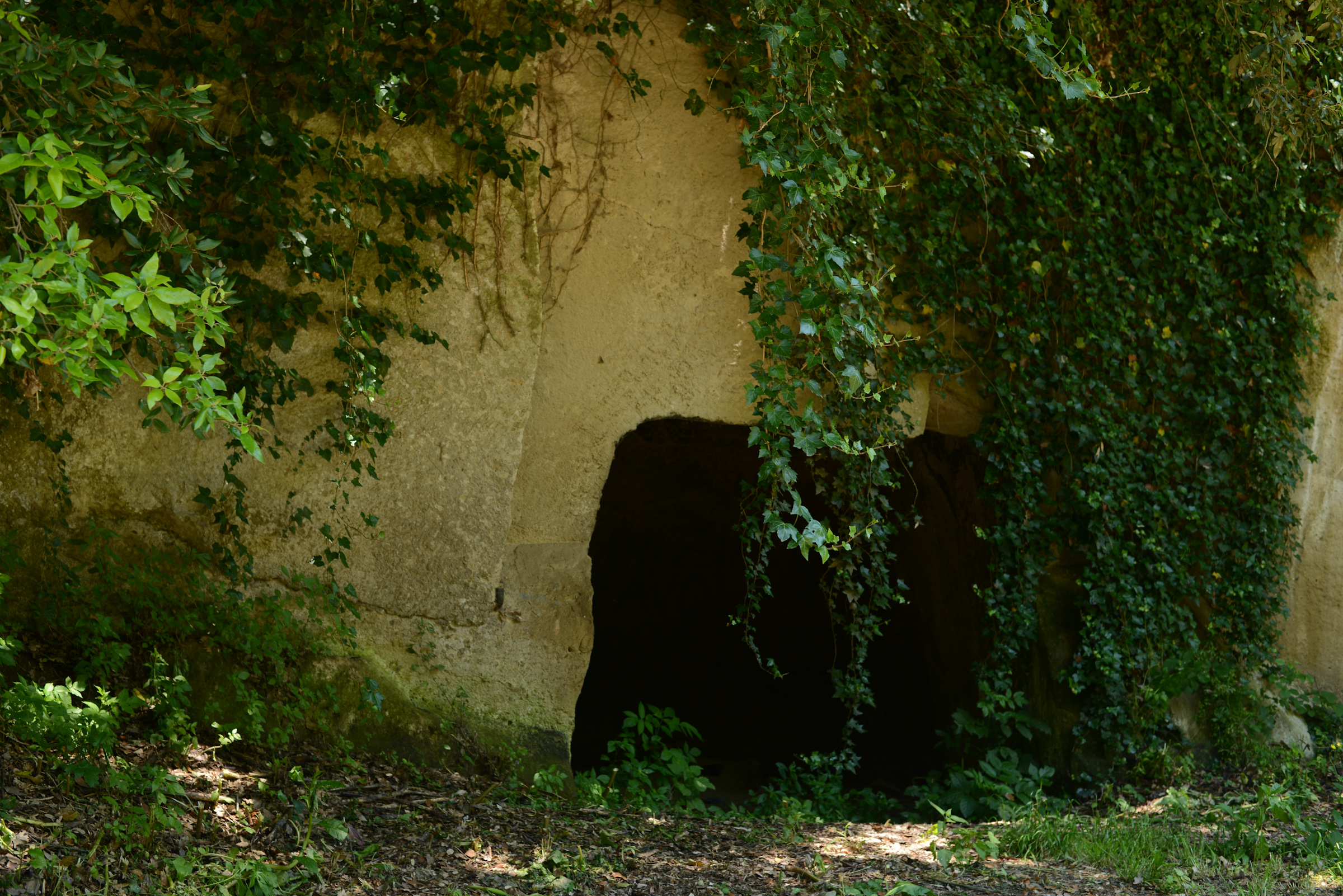
Ancienne carrière de tuf.

Les deux versants se caractérisent par des différences substantielles : le versant sud est caractérisé par des falaises abruptes constituées de tuf ; le versant nord est légèrement en pente et est couvert d'un épais bois de taillis.
Du haut du côté surplombant le quartier de Soccavo, on peut bénéficier d'une large vue sur une grande partie de la Campanie, qui embrasse la baie de Naples et la baie de Gaète, le Vésuve, la péninsule de Sorrente, la longue crête de Capo Posillipo qui s'étend en mer avec l'île de Nisida, jusqu'au parc national du Circé, le massif de Roccamonfina, l'archipel des îles Pontines, le plateau de Matese et derrière la colline de Camaldoli, on trouve la ville de Marano di Napoli. Sur le point le plus élevé de la colline a été fondé en 1585 l'ermitage de Camaldoli qui abrite actuellement des religieuses.

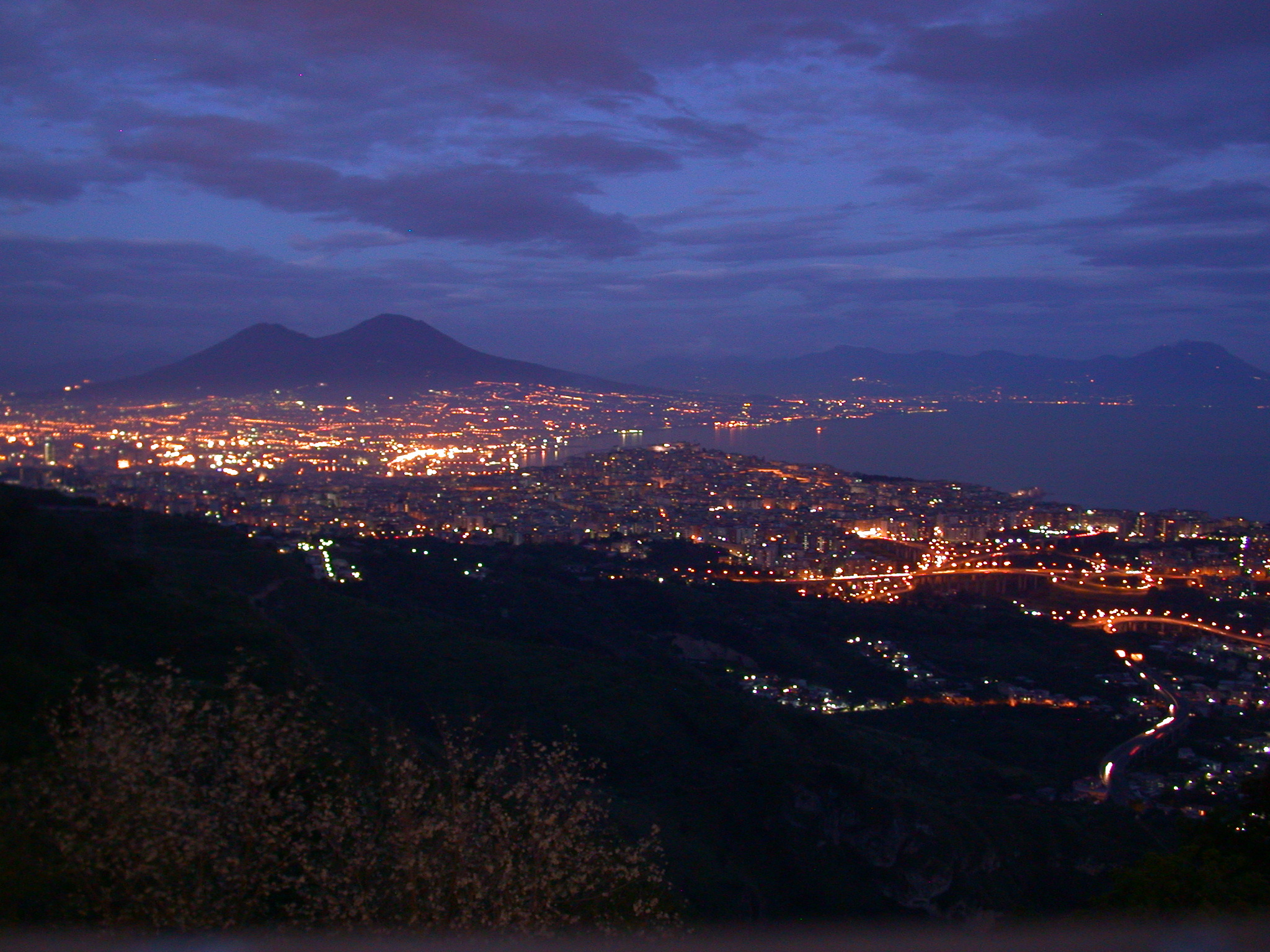
Vue de Naples depuis le versant sud-est de la colline de Camaldoli.
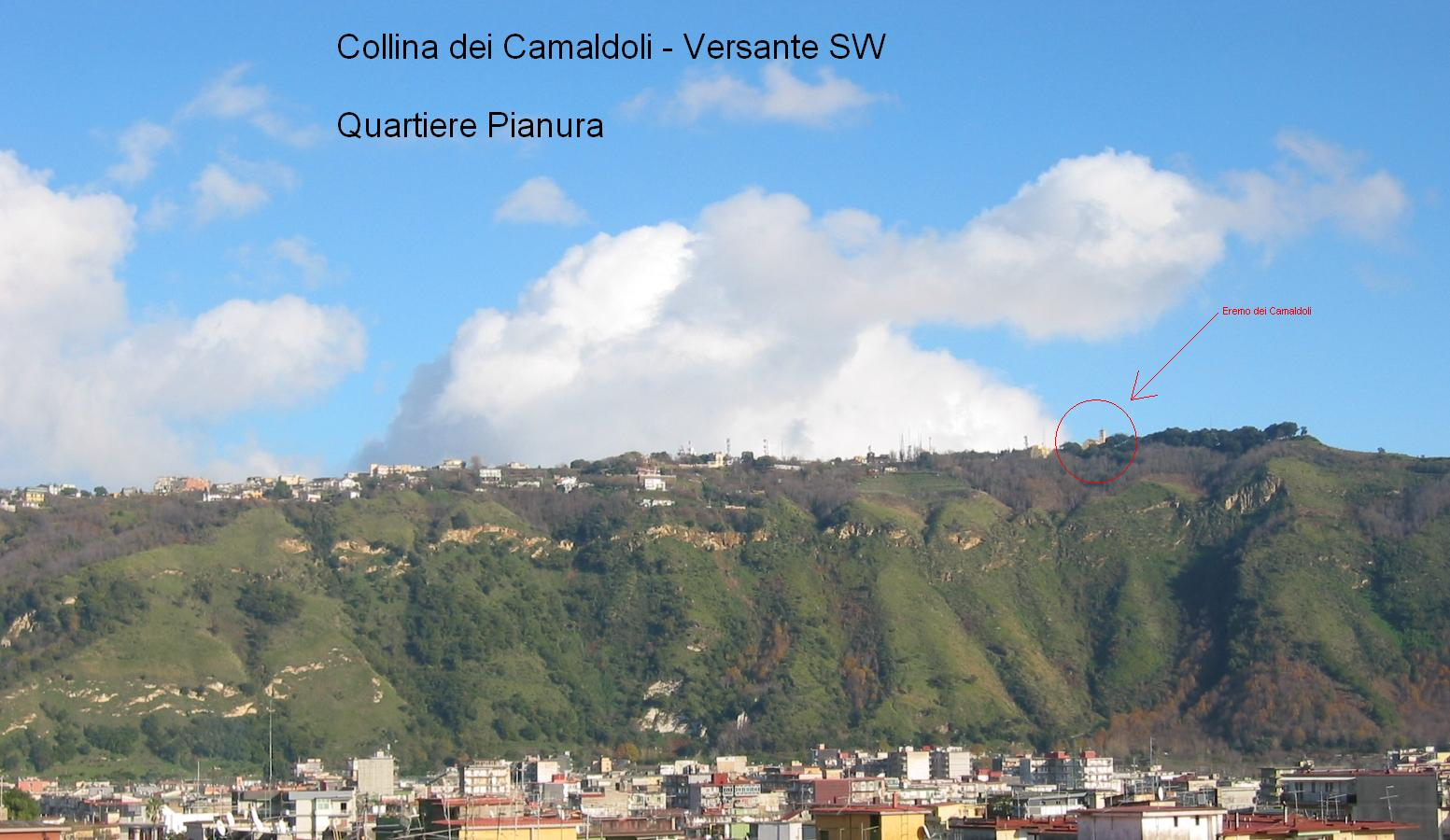
Vue de la colline de Camaldoli depuis Pianura.

### Végétation
À l'intérieur du bois de Camaldoli et sur une partie de la colline, il est possible de rencontrer diverses espèces botaniques, notamment : genêt, lys de Saint-Joseph, bouton d'or, cyclamen, pervenche, châtaignier.

## Histoire
Le nom actuel dérive de l'ermitage camaldule qui y fut installé au XVIIe siècle par Matteo di Capua, prince de Conca, seigneur féodal de Vico Equense et propriétaire du terrain forestier donné, sur lequel, grâce à des legs ultérieurs, la nouvelle église a été construite (sur les ruines d'une ancienne, datant du VIe siècle), et les cellules des ermites.
Les camaldules furent expulsés en 1807 par Joseph Bonaparte, roi de Naples, qui supprima les ordres religieux, acquérant le patrimoine des propriétés royales.
Au retour des Bourbons, les fonds ne revinrent pas aux propriétaires d'origine, mais furent vendus à des membres de la noblesse ; cependant, l'ermitage est revenu aux moines bénédictins camaldules.
En 1866, l'ermitage est à nouveau exproprié, cette fois par les Savoie, qui le restituent cependant à l'ordre, qui le détient toujours, en 1885. Début 1998, les camaldules sont remplacées par un groupe de religieuses brigidines venues de Suède.
L'église, œuvre de Domenico Fontana, a été construite en 1585, en remplacement de l'ancienne église construite par l'évêque Gaudioso au VIe siècle.

## Parc urbain
Le parc urbain de Camaldoli (créé en 1980) fait partie intégrante de la colline de Camaldoli et a été achevé en 1996, année de son ouverture au public. Sa superficie est d'environ 135 hectares de zone boisée, ce qui en fait le plus grand espace vert de Naples. Le grand belvédère, situé à quelques mètres de l'ermitage, est un point panoramique sur Naples, le Vésuve et l'ermitage lui-même. C'est aussi un lieu d'observation pour les oiseaux de proie. Il est également possible d'observer un ensemble de reliefs faisant référence à des édifices volcaniques des Champs phlégréens (le cratère Astroni) ou à leurs reliques (Monte Sant'Angelo et Monte Spina qui délimitent le bassin d'Agnano, abritant un lac récupéré[pas clair] en 1870), et, en arrière-plan, la colline de Pausilippe qui borde la caldeira de tuf de Fuorigrotta et Bagnoli.
Le parc est également célèbre pour la présence de châtaigniers, qui sont appréciés les mois où les châtaignes sont mûres pour leur récolte.

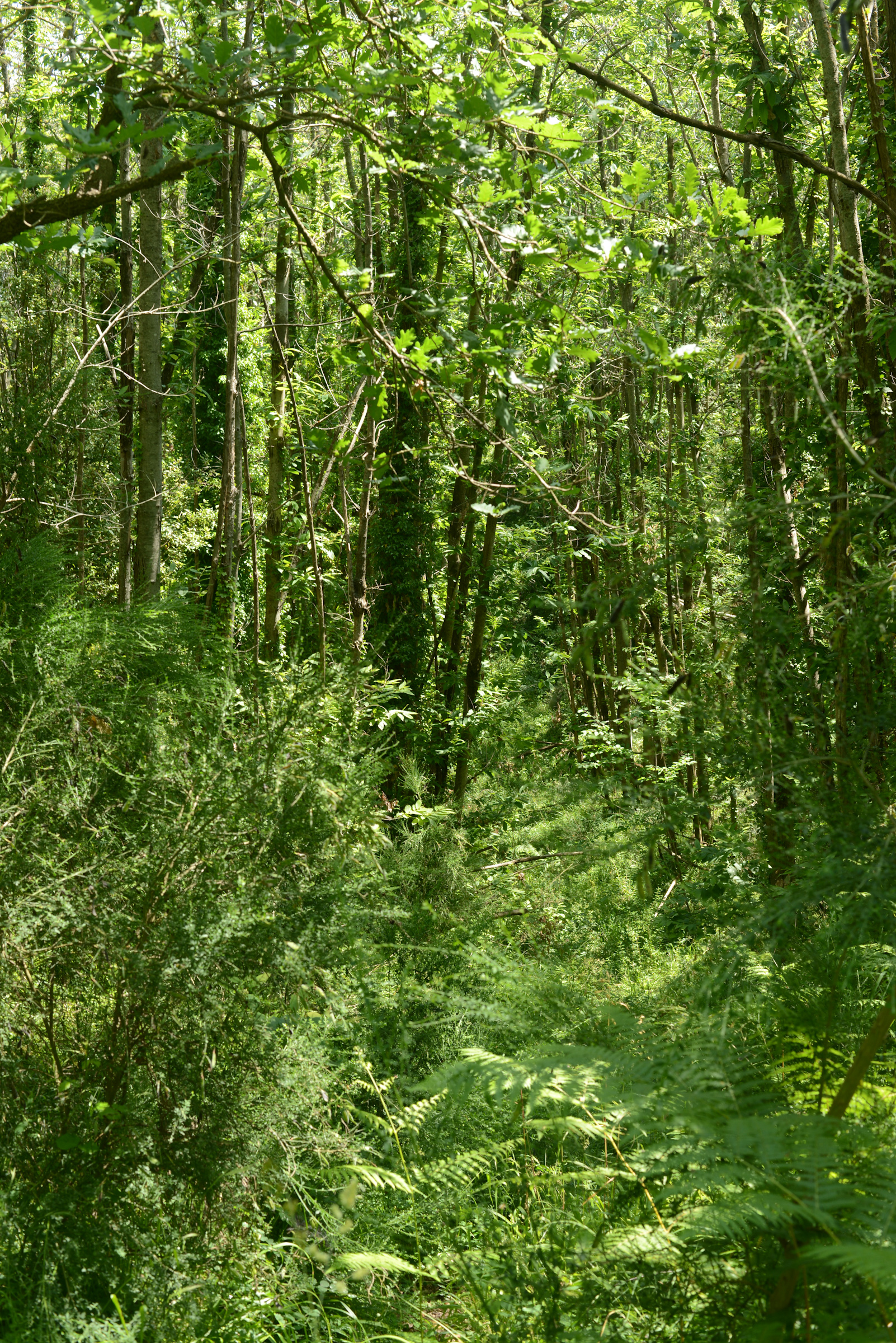
Bois de châtaigniers et sous-bois de fougères du parc urbain.
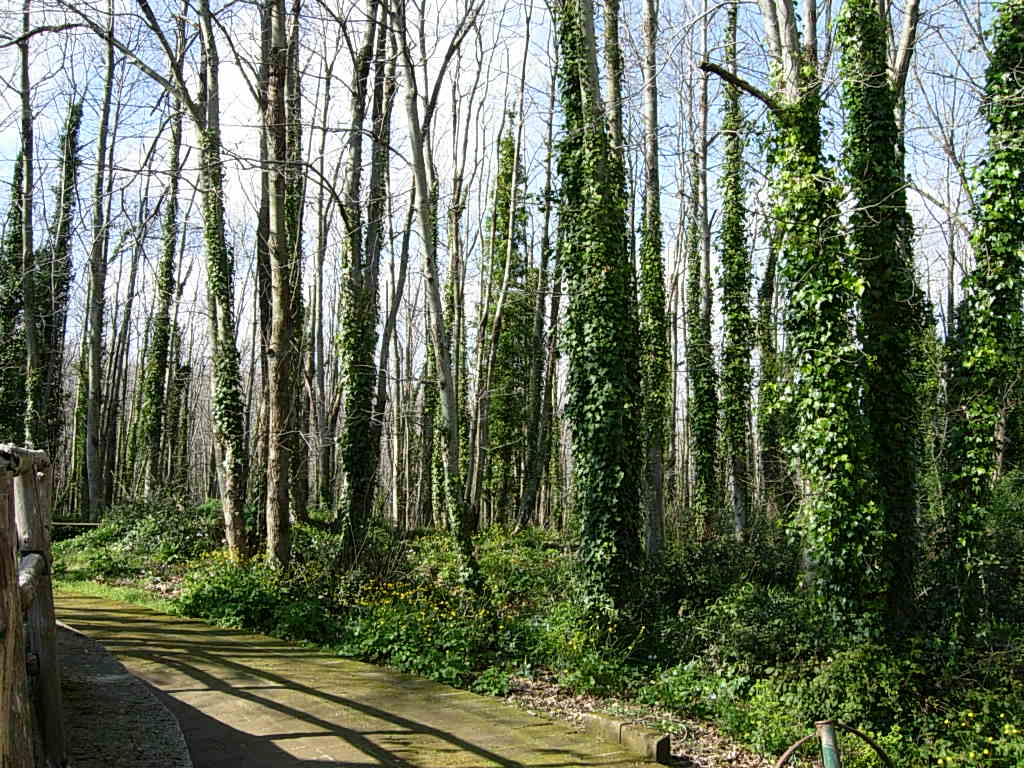
Sentiers du parc.
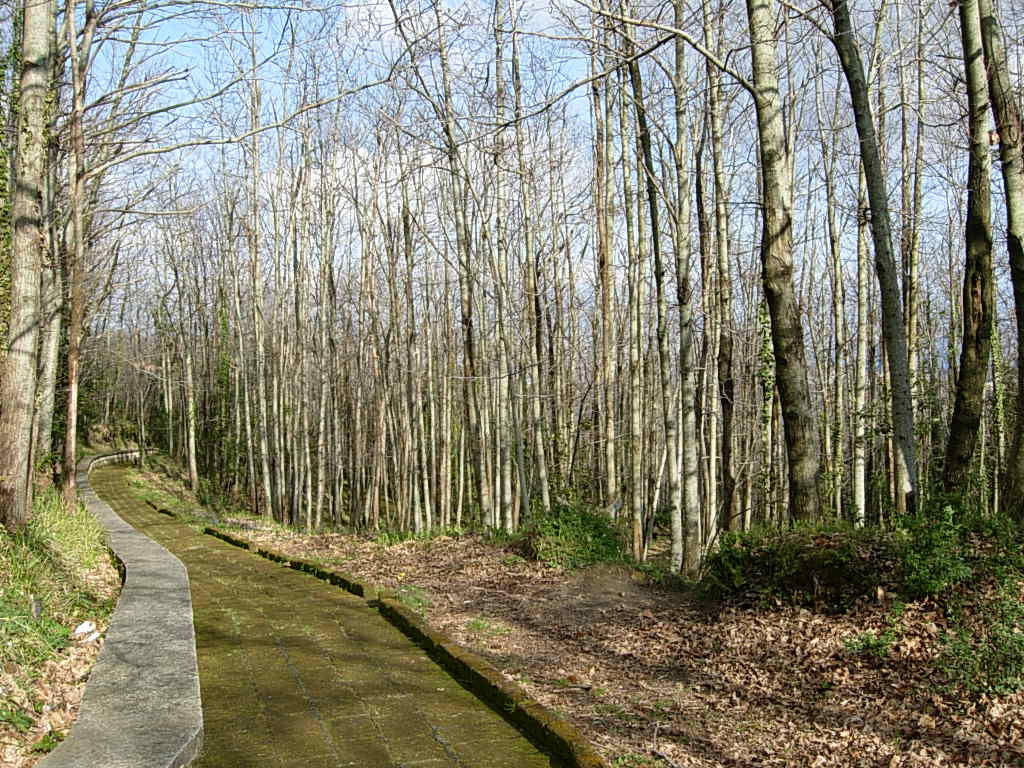
Sentiers du parc.